# Sirótino (Krasnodar)
Sirótino (del ruso: Сиротино) es un jútor del raión de Krylovskaya del krai de Krasnodar de Rusia. Está situado próximo a la frontera con el óblast de Rostov en a orillas del arroyo Sirótinnaya, afluente del río Kugo-Yeya, tributario del río Yeya, 25 km al nordeste de Krylovskaya y 185 km al nordeste de Krasnodar, la capital del krai. Tenía 176 habitantes en 2010
Pertenece al municipio Kugoyéiskoye.